# Уолш, Кристофер (1957)
Не следует путать с Christopher T. Walsh.
Кристофер Уолш (Christopher A. Walsh; род. 1957, Нью-Джерси) — американский ученый, исследователь нарушений развития головного мозга.
Доктор медицины (M.D.), доктор философии (Ph.D.), именной профессор Гарвардской медицинской школы, заведующий отделением генетики Бостонской детской больницы (Boston Children's Hospital), исследователь Медицинского института Говарда Хьюза (с 2002 года). Член НАН США (2018).
Его предки по отцовской линии переселились из Ирландии в Пенсильванию в 1850-х годах, а предки по линии матери перебрались в Нью-Йорк из норвежского Тведестранна.
Родился в многодетной семье седьмым из восьми детей.
Получил степени доктора медицины и доктора философии в Чикагском университете. Ученик Ray Guillery, оказавшего на Уолша большое влияние; затем являлся постдоком у Constance Cepko в Гарвардской медицинской школе и работал в Массачусетской больнице общего профиля. С 1993 года работал в Beth Israel Hospital и преподавал в Гарвардской медицинской школе. В 2005 году принят на работу в Бостонскую детскую больницу.
Женат, воспитал двух дочерей.